# Факел-М
«Факел-М» — российский футбольный клуб из Воронежа. Фарм-клуб «Факела». Основан в 1961 году.

## История
Участник первенства России — в 1997 году, снялся по ходу турнира, проведя 17 матчей, занял 16-е место во 2-й зоне Третьей лиги, и сезонах 2020/21 (Первенство ПФЛ, группа 3) и 2021/22 (Второй дивизион ФНЛ, группа 3).
Участник любительского первенства России в III дивизионе (1996, 1998—2000, 2002—2006, 2010—2019) и турниров на региональном уровне.
В 2001 году в связи с участием «Факела» в чемпионате высшего дивизиона команда участвовала в новообразованном турнире дублёров.
С сезона 2022/23 молодёжная команда «Факела» принимает участие в Молодёжной футбольной лиге.

## Результаты
| Сезон   | Лига                         | Лига                                        | Место    | И  | В | Н | П  | Мячи  | О  | Примечания              |
| ------- | ---------------------------- | ------------------------------------------- | -------- | -- | - | - | -- | ----- | -- | ----------------------- |
| 1997    | Третья лига ПФЛ, зона 2      | Третья лига ПФЛ, зона 2                     | 16 из 16 | 30 | 1 | 4 | 25 | 15-78 | 7  | Снялся после 17-го тура |
| 2020/21 | Первенство ПФЛ, группа 3     | Первенство ПФЛ, группа 3                    | 15 из 16 | 30 | 5 | 5 | 20 | 22-64 | 20 |                         |
| 2021/22 | Второй дивизион ФНЛ группа 3 | первый этап, подгруппа 2                    | 20 из 22 | 20 | 1 | 3 | 16 | 6-49  | 6  | 11-е место из 11        |
| 2021/22 | Второй дивизион ФНЛ группа 3 | второй этап, подгруппа Б (за 13—22-е места) | 20 из 22 | 10 | 5 | 0 | 5  | 15-13 | 15 | старт — с 22-го места   |

| Сезон   | Лига                                     | Лига                                      | Место    | И  | В  | Н | П  | Мячи  | О  | Примечания      |
| ------- | ---------------------------------------- | ----------------------------------------- | -------- | -- | -- | - | -- | ----- | -- | --------------- |
| 2001    | Турнир дублёров команд высшего дивизиона | Турнир дублёров команд высшего дивизиона  | 16 из 16 | 30 | 5  | 5 | 20 | 21-52 | 20 |                 |
| 2022/23 | 000000000000                             | первый этап, группа Б                     | 11 из 20 | 18 | 6  | 2 | 10 | 18-25 | 20 | 8-е место из 10 |
| 2022/23 | 000000000000                             | второй этап, группа II (за 10—20-е места) | 11 из 20 | 18 | 11 | 5 | 2  | 25-10 | 38 | 1-е место из 10 |
| 2023    | Молодёжная футбольная лига               | Молодёжная футбольная лига                | 16 из 20 | 19 | 3  | 6 | 10 | 15-27 | 15 |                 |

1. ↑  Первенство проходило в два этапа, на втором этапе учитывалась часть матчей первого этапа. Приведены показатели матчей каждого этапа.

## Достижения
- Победитель Кубка Федерации футбола Черноземья — 2010[2]
- Бронзовый призёр первенства МОА Черноземье среди любительских футбольных клубов — 2010
- Финалист Кубка Федерации футбола Черноземья — 2012[3]

## Прежние названия
- 1961—1976 — «Труд-д»
- 1977—1995, 1997, 1999, 2001, 2010 — «Факел-д»
- 1996, 1998, 2000, 2004—2005 — «Факел-2»
- 2002 — «Воронеж-2»
- 2002—2003 — «Факел-Воронеж-2»
- 2006 — «Факел-Стрела»
- 2008 — «ВГАСУ-Факел»
- с 2011 — «Факел-М»

Название «Факел-Воронеж-2» в 2009 году также носила вторая команда клуба «Факел-Воронеж».

## Главные тренеры
- Радик Ямлиханов (2010)
- Сергей Сопнев (2013—2015)
- Александр Щёголев (2015—2018)
- Сергей Сопнев (2018—2021)
- Руслан Аблаев (и.о., 2021)
- Дмитрий Кудинов (с 2021)